# Julie Akofa Akoussah
Julie Akofa Akoussah, Julie ou Mamy, est une Artiste Chanteuse Togolaise. Elle est née à Tsévié au Togo le 12 avril 1950 et rappelée à Dieu à Bondy le 25 avril 2007  en France,.

## Biographie

### Enfance
Julie Akofa Akoussah, née le 12 avril 1950 à Tsévié et morte le 24 avril 2007 à Bondy,,, est une chanteuse togolaise.Elle consacre sa vie à la musique dès son plus jeune âge. Elle est le reflet de sa consœur Bella Bellow, à qui elle rend hommage dans la gloire de sa carrière.
Julie Akofa AKOUSSAH,effectua ses études scolaire dans l'école primaire des sœurs de la providence de Nyékonakpoé de Lomé, le collège de Notre Dame des Apôtres (NDA) et le lycée de Tokoin de la même ville.
A huit ans elle fut nommée soliste principale de la chorale st Pierre et Paul de la Paroisse Immaculée Conception de Nyékonakpoé, chorale dans laquelle on l’a intégrer dès ses bas âges  Dans le but de maîtriser la scène, étant encore élève, elle passait ses heures libres dans les coulisses des orchestres de la place tels que : Mélo Togo, Rocka Mambo, Rio Romamcero, Ok Fiesta, Eryco Jazz, Afro Cubano, Los Muchacho, Elégance Jazz, Togo Star . Elle chantait au cours de ses études au collège. Toutefois c'est au lycée que la chansson a pris le dessus.

### Carrière
À partir de 1963, des sorties sporadiques dans le monde musical, dans la sous-région, au Ghana et au Bénin, étaient déjà observées chez elle 
En janvier 1966, elle est sélectionnée pour partager la scène avec BELLA BELLOW l’une des meilleures voix d’Afrique et d’autres groupes culturels (chorale, ballet, Tissérant etc.…) au 1er Festival des Arts Nègres à Dakar. A son retour de Dakar, elle fut approchée par Ambroise Ouyi chanteur poète le plus apprécié du moment, pour qu’en duo ils sortent  " Tu ne m’écris plus " le tout premier opus de Julie .
Parallèlement à la musique elle fut animatrice de programmes à Radio Lomé et speakerine à la Télévision Togolaise. Elle a passé un an à la TVT et huit ans à la Radio. A Radio Lomé, son émission la plus côté était,» Amicalement vôtre, « une émission de détente qui n’a pas démérité. Mais elle a dû finalement quittée la production d’émissions pour pouvoir, professionnellement répondre aux nombreuses exigences que lui demandait l’art musical  . Comme instrument, elle manipule le piano et la guitare  ..
Ses nombreux périples lui ont permis de croiser ou de partager la scène avec des grands noms de la musique tels que Manou Djibango, Reine Pélagie, Abeti Massikini, AÏcha Koné et Myriam Makeba.

## Distinctions
- Officier de l'ordre du Mono (2006)[9]